# Eunomia (mitologia)
Eunomia (gr. Εὐνομία Eunomía 'praworządność') – w mitologii greckiej strażniczka porządku społecznego i personifikacja praworządności.
Była córką Zeusa i Temidy, jedną z Hor, miała dwie siostry: Dike i Ejrene. W jednym z hymnów orfickich określa się ją jako matkę Charyt.
Jej imieniem została nazwana planetoida Eunomia.